# Relațiile dintre România și Japonia
Relațiile diplomatice dintre România și Japonia au fost stabilite în 1917, la nivel de legație. La 1 mai 1923, a fost înființat Consulatul General Onorific al României la Osaka. În contextul celui de-al Doilea Război Mondial, la 31 octombrie 1944, relațiile diplomatice bilaterale au fost întrerupte, fiind reluate la 1 septembrie 1959. La 1 iunie 1964, relațiile diplomatice au fost ridicate la nivel de ambasadă.

## Începuturi
Primele date despre Japonia s-au ivit în țările române la sfârșitul secolului al XVII-lea și se datorează cărturarului român Nicolae Milescu, spătarul care, în anii 1675-1676, a întreprins o cunoscută călătorie în China. Impresiile de călătorie și datele culese despre Extremul Orient le-a consemnat într-o lucrare cu titlul Descrierea Chinei. În ultimul capitol al acestei lucrări, cu titlul «Descrierea vestitei și marii insule a japonezilor și ce se află acolo», cărturarul român înmănunchează toate cele aflate despre pământurile japonezilor.
Deși manuscrisul lucrării nu a văzut lumina tiparului decât mai târziu, totuși el a circulat prin mediile științifice europene, prezentând informații de valoare, mai ales că ele erau scrise în perioada de după anii 1638-1641, când Japonia se izolase din nou de lumea occidentală. După însemnările lui Marco Polo din secolul al XIII-lea, Nicolae Milescu oferea cele mai noi știri despre societatea japoneză, organizarea politico-administrativă, opoziția între stăpânii feudali și puterea centrală, tradițiile și trăsăturile de caracter, religia și originile acestui popor.

## Primul Război Mondial
În Primul Război Mondial, România s-a aflat de aceeași parte ca Japonia. Ca urmare a acestui lucru, în august 1917 guvernul român a deschis o legație la Tokyo și a trimis un reprezentant. Prin înalt decret regal, la 13 septembrie 1917 a fost numit ministru plenipotențiar economistul Nicolae Xenopol, care a avut nevoie de peste o lună de zile ca să ajungă la post. S-a îmbolnăvit însă și a decedat în decembrie 1917, fără a mai reuși să-și înceapă misiunea.
În aceeași vreme România a primit vizita unei delegații militare japoneze. Era momentul greu când, în urma luptelor eroice de la Mărășești și Oituz, armata română reușea să oprească ofensiva germană, iar țara noastră, micșorată la zona Moldovei, era amenințata, în spatele frontului, de anarhia Revoluției Bolșevice. Eroului de la Mărășești, generalul Eremia Grigorescu, i-a fost oferită o sabie din partea împăratului Japoniei, ca prețuire a eroismului și capacității sale militare, cât și ca cinstire a eroicei armate române. Iată ce scria ziarul România din 6 septembrie 1917: „Solii s-au prezentat de curând generalului Grigorescu, care a coborât cea mai rușinoasă înfrângere pe fruntea celor mai semețe oști din lume. Nebiruiții fii ai soarelui au descoperit în strănepoții dacilor de la poalele Carpaților un popor înrudit prin eroismul său”.
Sabia, care în prezent se găsește în colecția Muzeului Militar Național, are încrustată dedicația: „Voi sunteți aceia care scrieți istoria țării”.

## Reprezentare diplomatică
- Ambasada României la Tokyo
- Ambasada Japoniei la București
- Consulate onorifice ale României: Yokohama, Osaka, Shizuoka[3]